# Mihail Giers
Mihail Nicolaievici Giers (în rusă Михаил Николаевич Гирс, transliterat: Mihail Nikolaevici Ghirs; n. 22 aprilie 1856 – d. 27 noiembrie 1932, Paris, Franța) a fost ambasadorul imperial rus la București din 1902-1912, când a fost transferat ca ambasador la Istanbul. Mihail Giers a fost fiul ministrului imperial de externe Nikolai Giers.
A murit în exil la Paris.

## Ambasador
În calitate de ambasador la București a dus la îndeplinire construcția Bisericii Ruse din București.